# Mercedes-Benz W 165

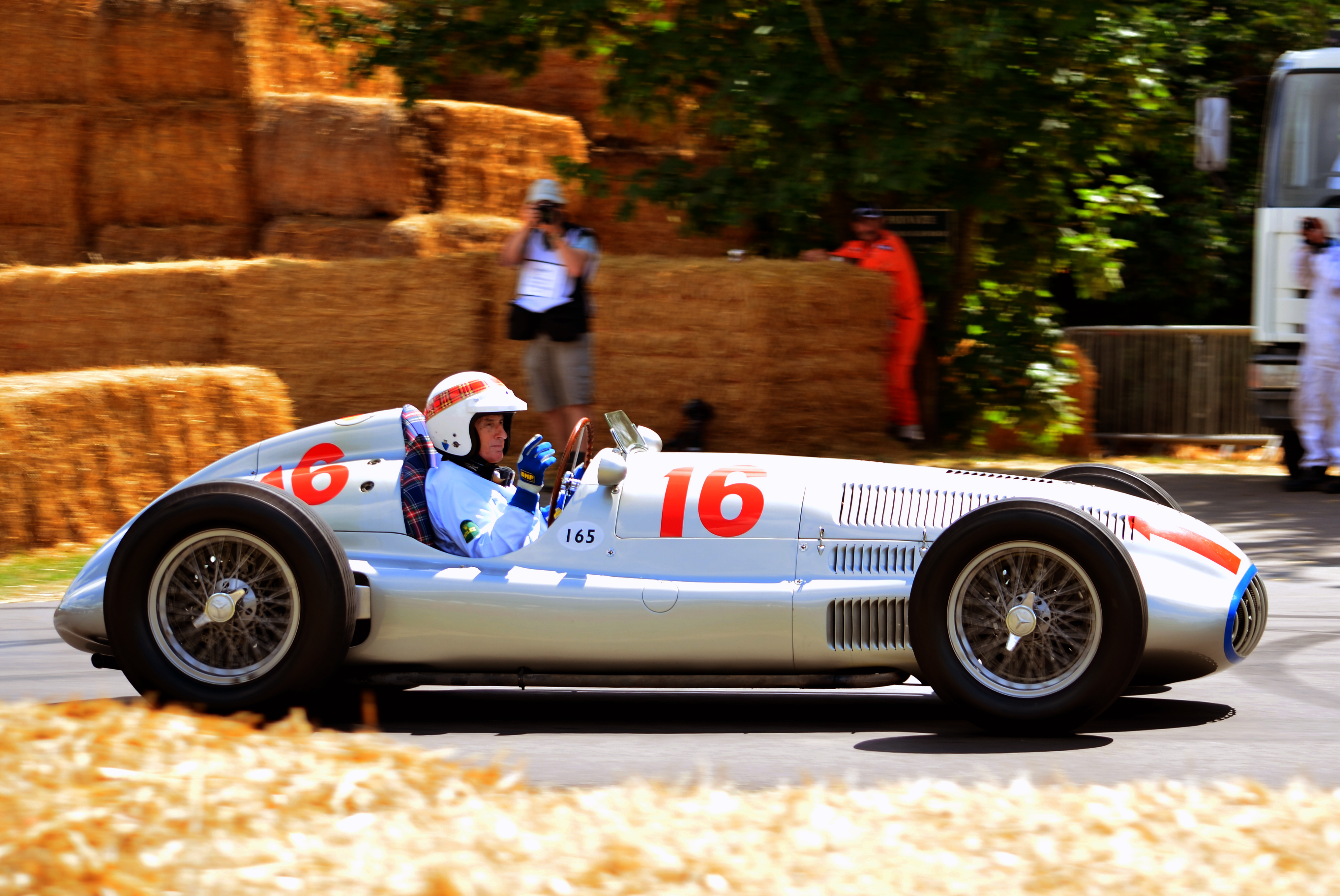
Jackie Stewart im Mercedes-Benz W 165 beim Goodwood Festival of Speed 2014

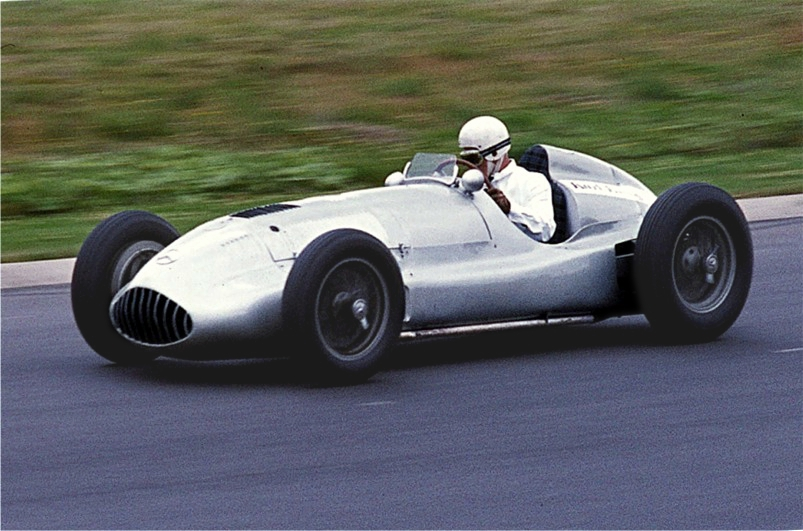
Mercedes-Benz W 165

Der Mercedes-Benz W 165 ist ein Rennwagen von Mercedes-Benz aus dem Jahr 1939. Er wurde speziell für den Großen Preis von Tripolis am 7. Mai 1939 entwickelt.

## Technik
Der W 165 entsprach dem Reglement der sogenannten Voiturette-Klasse (nach dem 1947–1953 die Rennen der Formel 1 ausgerichtet wurden und später die der Formel 2), das eine Begrenzung des Hubraums auf 1,5 Liter vorsah. Der von Albert Heeß konstruierte V8-Motor mit einem Zylinderbankwinkel von 90°, zwei obenliegenden Nockenwellen je Zylinderreihe und 4 Ventilen pro Zylinder leistet maximal 187 kW (254 PS) bei 8250/min aus 1492 cm³. Mit einer durch zweistufige Kompressoraufladung und einer brisanten Kraftstoffmischung (86,0 % Methylalkohol, 8,8 % Azeton, 4,4 % Benzin und 0,8 % Diethylether, damals auch „Schwefeläther“ genannt) erreichten Literleistung von 125 kW (170 PS) setzte er damals Maßstäbe. Er verbraucht 137 l Kraftstoff pro 100 km. 
Der Motorblock des Typs M 165 war eine Stahl-Schweißkonstruktion, bei der jede Zylinderbank sowohl mit dem umgebenden Kühlwassermantel als auch mit dem Zylinderkopf verschweißt war. Er wog 195 kg. Die Kurbelwelle drehte sich in Rollenlagern. Die jeweils zwei Nockenwellen pro Zylinderbank wurden über Zahnräder angetrieben, die in V-Form im Zylinderkopf hängenden Ventile über Schlepphebel betätigt. Durch die Hochspannungsmagnetzündung konnte auf einen Generator und eine Batterie verzichtet werden.
Über eine Kardanwelle wurde die Kraft zum Fünfgang-Schaltgetriebe an der Hinterachse übertragen (Transaxle).

## Gran Premio di Tripoli 1939
Nach Bekanntwerden der Regeländerungen für das prestigeträchtige Rennen auf dem Autodromo della Mellaha in Tripolis, bei dem nur Fahrzeuge der Voiturette-Klasse eingesetzt werden durften, entwickelte Mercedes-Benz zwischen September 1938 und Mai 1939 in nur acht Monaten den völlig neuen Wagen, um den damaligen Konkurrenten Maserati und Alfa Romeo Paroli zu bieten, denen die neue Hubraumklasse entgegenkommen sollte. Anfang April 1939 wurden erste Testfahrten auf dem Hockenheimring unternommen, und am 7. Mai erzielte Mercedes-Benz beim 13. Gran Premio di Tripoli mit dem neuen W 165 einen Doppelsieg. Hermann Lang gewann das knapp zweistündige Rennen (394,2 km, 30 Runden à 13,14 km), zu dem rund 30 Wagen gestartet waren, mit einem Durchschnitt von 197,79 km/h vor seinem Teamkollegen Rudolf Caracciola, gefolgt von Emilio Villoresi (Alfa Romeo) und Piero Taruffi (Maserati).
Eine weitergehende Erfolgsserie des W 165 wurde durch den Zweiten Weltkrieg verhindert. Nach dem Krieg wäre der W 165 zwar in der Formel 1 startberechtigt gewesen, aber Mercedes-Benz verzichtete auf einen Einsatz.

## Technische Daten
| W 165 (1939)             | Technische Daten                                                        |
| ------------------------ | ----------------------------------------------------------------------- |
| Motor                    | 8-Zylinder-V-Motor                                                      |
| Bohrung × Hub            | 64 × 58 mm                                                              |
| Hubraum                  | 1492 cm³                                                                |
| Verdichtung              | 6,5 : 1                                                                 |
| Leistung                 | 187 kW (254 PS) bei 8250/min*                                           |
| Max. Drehmoment          | 245 Nm (25 mkp) bei 6500/min                                            |
| Kurbelwelle              | fünffach gelagert                                                       |
| Motorsteuerung           | zwei obenliegende Nockenwellen je Zylinderreihe, 4 Ventile pro Zylinder |
| Gemischaufbereitung      | 2 Solex-Saug-Vergaser                                                   |
| Aufladung                | 2 waagerecht angeordnete Roots-Gebläse                                  |
| Kühlung                  | Wasser, zusätzliche Kraftstoffkühlung                                   |
| Getriebe                 | 5-Gang                                                                  |
| Fahrgestell              | Ovalrohr-Rahmen aus Chrom-Nickel-Molybdän-Stahl mit 5 Quertraversen     |
| Radaufhängung vorn       | Doppelquerlenker mit Schraubenfedern                                    |
| Radaufhängung hinten     | De-Dion-Achse mit Drehstabfederung und Längslenkern                     |
| Stoßdämpfer              | hydraulisch                                                             |
| Bremsen                  | hydraulisch betätigte Trommelbremsen, 360 mm Durchmesser                |
| Radstand                 | 2450 mm                                                                 |
| Spurweite (v/h)          | 1338/1280 mm                                                            |
| Trockengewicht           | ca. 715 kg                                                              |
| Tankvolumen              | 250 l                                                                   |
| Leergewicht, vollgetankt | ca. 905 kg                                                              |

* Edler/Roediger geben in „Die deutschen Rennfahrzeuge“ eine Leistung von 270 PS (199 kW) bei 7800/min an, Halwart Schrader nennt in „Silberpfeile – Die legendären Rennwagen 1934 bis 1955“ eine Leistung von 356 PS (262 kW), die jedoch unwahrscheinlich ist.